# Heinz Frowein
Hans Heinz Jasper Frowein (* 12. Mai 1905 in Elberfeld; † 2. Mai 1994 in Wuppertal) war ein deutscher Politiker (CDU). Er war ab 1930 als Rechtsanwalt tätig und von 1961 bis 1973 Kommunalpolitiker. Frowein war von 1961 bis 1964 Oberbürgermeister, danach Bürgermeister der Stadt Wuppertal.

## Leben
Heinz Frowein, am 12. Mai 1905 als Sohn von Ada Frowein, geborene Cohnitz, und des Rechtsanwalts Richard Frowein in Elberfeld (seit August 1929 zu Wuppertal gehörig) geboren, machte es seinem Vater gleich und begann ein Jurastudium. Er besuchte die Universität in München, anschließend Universitäten in Berlin und in Bonn. Im Jahr 1927 wurde er zum Dr. jur. promoviert, 1930 absolvierte er die Große juristische Staatsprüfung. Zurück in Wuppertal, begann er 1930 als Rechtsanwalt in einer Anwaltskanzlei zu arbeiten. 1931 heiratete er.

## Politik
Heinz Frowein, zu dessen Vorfahren Abraham Frowein, Bürgermeister der Stadt Elberfeld, der Elberfelder Beigeordnete Abraham Frowein sowie sein Onkel, der Industrielle und Präsident der Internationalen Handelskammer Abraham Frowein gehörten, wurde im Jahr 1945 Mitglied der CDU und im Jahr 1961 Stadtverordneter Wuppertals. Am 29. März 1961 wurde er Oberbürgermeister der Stadt Wuppertal, was er bis zum 5. Oktober 1964 blieb. Anschließend war er noch bis zum 3. Juni 1973 unter den Oberbürgermeistern Hermann Herberts und Johannes Rau Bürgermeister Wuppertals. Während dieser Zeit setzte er sich stets für die Gründung einer Wuppertaler Universität ein, welche tatsächlich 1970 unter Rau gegründet wurde. Im Jahr 1968 regte er die „Aktion Museumspfennig“ an, die Spenden für einen Neubau des Von der Heydt-Museums bringen sollte. Diese Sammlung war der Start einer Diskussion um den Neubau, ein Jahr später wurde auch schon ein internationaler Architekten-Wettbewerb ins Leben gerufen.
Nach 1973 zog er sich aus der Politik zurück.

## Privates
Heinz Frowein war evangelisch, ab 1931 mit Margret Frowein, geborene Hüser, verheiratet, lebte in Wuppertal-Elberfeld und starb am 2. Mai 1994 in Wuppertal. Er hatte zwei Söhne, Wolfgang und Hans-Jasper Frowein. Heinz Frowein war als Rotarier zudem Paul Harris Fellow und Clubaltpräsident des Rotary Clubs in Wuppertal.

## Ehrungen
Im Jahr 1970 wurde Heinz Frowein der Ehrenring der Stadt Wuppertal verliehen, 1970 das Große Verdienstkreuz und 1983 das Große Verdienstkreuz mit Stern der Bundesrepublik Deutschland.